# 中共化州特支旧址
中共化州特支旧址，位于中国广东省茂名市化州市合江镇禾堂岭村，为化州市的一个市级文物保护单位，类型为近现代重要史迹及代表性建筑，公布时间为1995年7月25日。
中共化州特支旧址的历史年代为民国。